# Alberto Chimal
Alberto Chimal (n. Toluca, México, 1970) es un escritor mexicano. Se ha dedicado principalmente a la narrativa y la enseñanza de la escritura creativa. El crítico Jorge Carrión lo ha llamado "uno de los principales exponentes de la literatura fantástica iberoamericana".

## Biografía
Nació en Toluca, Estado de México, el 12 de septiembre de 1970. Es hijo de Jorge Alberto Martínez Chávez y María del Carmen Chimal Villavicencio, médicos, y se crio con la familia de su madre. Inició su carrera en 1987, al ganar el premio "Becarios" del Centro Toluqueño de Escritores, institución que publicaba a autores del municipio de Toluca. Durante algunos años colaboró en revistas y suplementos locales. Después de sus primeras publicaciones, Chimal ingresó en el Instituto Tecnológico y de Estudios Superiores de Monterrey, campus Toluca, donde cursó la carrera de Ingeniería en Sistemas Computacionales. Tras graduarse con honores académicos, decidió volver a dedicarse de lleno a la escritura. En 1995 se mudó a la Ciudad de México, donde cursó el diplomado de la Escuela de Escritores en la SOGEM y la maestría en Literatura Comparada en la Facultad de Filosofía y Letras de la UNAM.

### Actividades en internet
Chimal ha mantenido una presencia constante en Internet por medio de sitios literarios, redes sociales, cursos en línea y un canal de videos en YouTube que mantiene desde 2016 con su esposa, la escritora Raquel Castro. También ha contribuido al estudio de la escritura creativa en redes sociales con ensayos y artículos.
En 2011, Chimal lanzó 83 novelas, un libro experimental de minificciones compuesto de textos creados inicialmente en la red social Twitter. El libro tuvo un pequeño tiraje impreso pero estaba pensado para su distribución gratuita en formato digital. Otro proyecto en línea: Muchos pasados, es una narración bilingüe con la que Chimal fue seleccionado para participar en la edición 2012 de #TwitterFiction, un festival internacional de narrativa convocado por Twitter. Chimal volvió a participar en este festival en 2014 con la "micro-novela" Día Común.   
Otros tres de sus libros de minificción provienen de estos experimentos: El viajero del Tiempo (2011), El gato del Viajero del Tiempo (2014) e Historia siniestra (2015).
Desde 2020, Chimal y Castro han utilizado su canal para ofrecer lecturas diarias y gratuitas de textos literarios a las personas en cuarentena debido a la pandemia del coronavirus SARS-CoV-2.

### Actividades académicas
Desde 1993, Chimal imparte cursos y talleres de escritura creativa, tanto de manera independiente como para diversas instituciones. Fue profesor del Departamento de Letras de la Universidad Iberoamericana entre 2007 y 2012.

## Características de su obra
A principios del siglo XXI, la obra narrativa de Chimal fue encuadrada en la llamada Generación Inexistente, compuesta por autores mexicanos nacidos a partir de 1970 y caracterizada por su heterogeneidad. A pesar de ello, su trabajo sigue considerándose inusual en relación con el de la mayoría de los autores de su país: más cercano a la literatura fantástica latinoamericana y europea que al realismo. Chimal ha explicado que sus historias de lo fantástico enlazan hechos extraordinarios con observaciones de la realidad actual, en ocasiones uniendo el mundo ordinario con el mítico. Para describir esta aproximación, inventó el término "literatura de imaginación", con el que enfatiza su interés en "expresar ciertas experiencias humanas, sobre todo de nuestro interior –anhelos y temores, sueños y pesadillas– mediante imágenes en las que no creemos, para preguntarnos cómo definimos lo que es cierto, quién nos enseña a hacerlo, de qué otra forma imaginar no solo un mundo ficcional, sino la vida cotidiana".
Este acercamiento a lo fantástico le permite utilizar elementos de diferentes tipos de narrador, como sucede en su novela La torre y el jardín (2012), que "fusiona con naturalidad el género fantástico con la ciencia ficción", según el narrador y académico Edmundo Paz Soldán. Para el ensayista Vicente Luis Mora, este libro transforma un entorno aparentemente normal y entrelaza espacios y tiempos que "abordan un territorio (el de la posthumanidad […]) en el que pocos narradores actuales se adentran". Otra de sus novelas, La noche en la zona M (2019), está dirigida al público juvenil pero habla al mismo tiempo del futuro posible de la sociedad, la cultura y la política de su país. Al comentar la novela, el narrador Élmer Mendoza escribió que Chimal "es el mejor autor mexicano que desarrolla universos de ciencia ficción y anticipación".
Otros rasgos importantes del trabajo narrativo de Chimal son el humor y la irreverencia. Sobre su libro Grey (2006), la escritora Ana García Bergua escribió que es "el juego de un cuentista consumado, amo de ocurrencias que provocan risa y a la vez expelen el airecito siniestro de los mejores clásicos […] no es fácil practicar con tal gracia la irreverencia, ni encontrar a quien la practique con desenfado y talento".  
En 2020, dos cuentos de Chimal –en traducción de Lawrence Schimel– fueron seleccionados para la antología The Big Book of Modern Fantasy, compilada por Jeff y Ann Vandermeer. Chimal es el único autor mexicano en el libro, una muestra internacional con autores que van de Jorge Luis Borges hasta Ursula K. Le Guin. En 2021, Chimal participó como guionista en la antología internacional de cómic Batman: The World, en la que el personaje "visita" 14 países diferentes en historias realizadas por creadores locales. Con esto, se convirtió en el primer mexicano en escribir una historia de Batman.

## Obras

### Novelas
- Los esclavos. Oaxaca: Almadía, 2009
- Shanté (novela corta). Monterrey: Regia Cartonera, 2010
- La torre y el jardín. México: Océano, 2012
- La visitante. Planeta, 2022.

### Cuentos
- Los setenta segundos. Toluca: Centro Toluqueño de Escritores, 1987
- La luna y 37,000,000 de libras.  Toluca: Centro Toluqueño de Escritores, 1990
- YYZ.  Toluca: Universidad Autónoma del Estado de México / La Tinta del Alcatraz (La Hoja Murmurante; 42), 1991
- Tradiciones y leyendas.  México: José Antonio Alcaraz, 1996
- Vecinos de la Tierra.  Toluca: Centro Toluqueño de Escritores, 1996
- El rey bajo el árbol florido (junto con el poemario A ritmo de atabal florido de Roberto Oropeza Martínez). Toluca: Instituto Mexiquense de Cultura/Gobierno del Estado de México (Biblioteca Nezahualcóyotl), 1997
- El ejército de la luna.  Toluca: TunAstral (Libros de la Tribu), 1998
- Gente del mundo. México: Consejo Nacional para la Cultura y las Artes (Fondo Editorial Tierra Adentro; 174), 1998
- Historias del predicador, el mago y el rey.  México: Mixcóatl (Narrativa; 28), 1998
- El país de los hablistas.  México: Umbral (El Clan; 9), 2001
- Estos son los días.  México: Era / Consejo Nacional para la Cultura y las Artes, 2004
- Grey.  México: Era / Consejo Nacional para la Cultura y las Artes, 2006
- Cinco aventuras de Horacio Kustos.  México: Desde la Otra Orilla, 2008
- La ciudad imaginada y otras historias.  México: Libros Magenta (Narradores de la Ciudad), 2009
- Plasma. México: Praxis, 2012
- Siete: Los mejores relatos de Alberto Chimal.  Edición y prólogo de Antonio Jiménez Morato. Madrid: Salto de Página, 2012
- El último explorador. México: Fondo de Cultura Económica, 2012
- La ciudad imaginada. Nightmare Mix (nueva edición de La ciudad imaginada, con contenido parcialmente diferente a la anterior).  Lima: Casatomada, 2013
- Manda fuego. Antología personal.  Prólogo de Édgar Omar Avilés. Toluca: Fondo Editorial Estado de México, 2013
- Los atacantes. Madrid: Páginas de Espuma, 2015
- La ciudad imaginada. Metro Mix (nueva edición de La ciudad imaginada, con contenido diferente a las dos anteriores) Quito: El Conejo, 2017
- Manos de lumbre. Madrid: Páginas de Espuma, 2018
- La mujer que camina para atrás y otras historias. México: UNAM (Voz Viva de México), 2020
- La ciudad imaginada. Cartonero Mix. Cochabamba: Yerba Mala Cartonera, 2022
- La ciudad imaginada. Último Mix. Buenos Aires: SB Ediciones, 2023
- Las estancias secretas. Vilaür: Atalanta, 2024[21][22][23][24][25][26][27][28]
- Las máquinas enfermas. Madrid: Editorial Páginas de Espuma, 2025

### Literatura infantil y juvenil
- La madre y la muerte / La partida (libro doble, con un cuento de Chimal y otro de Alberto Laiseca, ilustrados por Nicolás Arispe). México: Fondo de Cultura Económica, 2015
- Cartas para Lluvia (novela). México: Urano, 2017
- El juego más antiguo (cuento, ilustrado por Isidro Esquivel). México: Loqueleo, 2017
- La Distante (cuento, ilustrado por Elizabeth Builes). México: El Naranjo, 2018
- La noche en la zona M (novela), México: Fondo de Cultura Económica, 2019
- La saga del Viajero del Tiempo (minificciones, ilustrado por Solin Sekkur). México: UNAM (Hilo de Aracne), 2021
- El club de las niñas fantasma (novela, en colaboración con Raquel Castro, ilustrada por Samantha Martínez). México: Alfaguara, 2021
- Las aventuras del Capitán Sin Nombre (novela, ilustrada por Beatriz Castro). México: Ediciones SM, 2022

### Minificciones
- 83 novelas.  México: e.a., 2011
- El Viajero del Tiempo.  México: Posdata, 2011
- El gato del Viajero del Tiempo, México: Posdata, 2014
- Historia siniestra. México: Cuadrivio, 2015

### Ensayo
- La cámara de maravillas. Guadalajara: U. de G./Arlequín, 2003.
- La Generación Z y otros ensayos México: Conaculta, 2012.

### Escritura creativa
- Cómo empezar a escribir historias. México: Conaculta, 2012.
- Cómo escribir tu propia historia (en colaboración con Raquel Castro). México: Alfaguara, 2018

### Narrativa gráfica
- Horacio en las ciudades (historia corta, ilustrada por Ricardo "Micro" García) en Pulpo Comics. México: Molleja / Conaculta, 2004
- Kustos: Libro 1: La puerta secreta (ilustrada por Ricardo "Micro" García). México: Conaculta/ Editorial Resistencia, 2013
- Kustos: Libro 2: ¡Todos juntos ya! (ilustrada por Ricardo "Micro" García). México: Conaculta/ Editorial Resistencia, 2015
- "Funeral" (historia corta, ilustrada por Rulo Valdés) en Batman: The World. Los Angeles: DC Comics, 2021

### Teatro
- El secreto de Gorco. México: Conaculta/Corunda,1997
- Canovacci. Toluca: Instituto Mexiquense de Cultura, 1998

### Poesía
- Los escritores muertos.  Toluca: Universidad Autónoma del Estado de México / La Tinta del Alcatraz, 2000

## Filmografía
- 7:19. La hora del temblor, 2016 (guion en coautoría con Jorge Michel Grau), dirigida por Jorge Michel Grau
- Confesiones, 2023, dirigida por Carlos Carrera

## Traducciones
- Poe, Edgar Allan, Poliziano. Una tragedia inconclusa. México: La guillotina, 2009
- Chabon, Michael (comp.), Espectacular de cuentos (2 vols.). México: Castillo, 2015-2016 (en colaboración con Raquel Castro)
- Webb, Don, “Cuaderno de Tamarii” y Bruce Sterling, “Antes y después de México”, en 25 minutos en el futuro. México: Almadía, 2016
- Crouch, Blake, Materia oscura. México: Océano, 2016 (en colaboración con Raquel Castro)
- O’Neill, Anthony, El lado oculto de la Luna. México: Océano, 2017 (en colaboración con Raquel Castro)
- Okorafor, Nnedi, Quién teme a la muerte. México: Océano, 2018 (en colaboración con Raquel Castro)
- Maberry, Jonathan, Podredumbre y ruina. México: Océano, 2020
- Crouch, Blake, Recursión. México: Océano, 2020
- Poe, Edgar Allan, Los sueños de Edgar Allan Poe. México: Libros de Caronte, 2021 (en colaboración con Raquel Castro)

## Premios y reconocimientos
- Premio Nacional de Cuento Nezahualcóyotl 1996 por El rey bajo el árbol florido

- Premio FILIJ de Dramaturgia 1997 por El secreto de Gorco

- Premio de Cuento Benemérito de América 1998

- Premio Kalpa 1999 por "Se ha perdido una niña"

- Premio Bellas Artes de Cuento San Luis Potosí 2002 por Éstos son los días

- Premio de narrativa “Sizigias” 2001 y 2005

- Premio de Literatura Estado de México 2012 por su trayectoria

- Premio Bellas Artes de Narrativa “Colima” para obra publicada 2014 por Manda fuego

- Premio de la Fundación Cuatrogatos 2019 por La Distante

- En 2013, su novela La torre y el jardín fue finalista de la XVIII edición del Premio Internacional de Novela Rómulo Gallegos

- En 2016, su libro La madre y la muerte/La partida fue seleccionado para el catálogo White Ravens de literatura infantil y juvenil en la Feria del Libro de Frankfurt

- En 2019, su libro La Distante obtuvo el premio de la Fundación Cuatrogatos de literatura infantil y juvenil

- En 2021, su libro La noche en la zona M obtuvo el reconocimiento del Banco del Libro de Venezuela en la categoría de libros para jóvenes[29]
- Premio Internacional FILEM 2024 por su trayectoria